# Muhammet Karavuş
Muhammet Karavuş (ur. 10 czerwca 2002) – turecki zapaśnik walczący w stylu wolnym. Zajął piętnaste miejsce na mistrzostwach świata w 2022. Wicemistrz Europy w 2024. Triumfator igrzysk śródziemnomorskich w 2022. 
Drugi na ME U-23 w 2024, a także na MŚ juniorów w 2021 roku.